# ニルカ県
ニルカ県（ニルカけん）は、中華人民共和国新疆ウイグル自治区イリ・カザフ自治州に位置する県。

## 行政区画
4鎮、6郷、1民族郷を管轄：
- 鎮：ニルカ鎮（尼勒克鎮）、ウラスタイ鎮（烏拉斯台鎮）、ウゼン鎮（烏賛鎮）、ムス鎮（木斯鎮）
- 郷：スプタイ郷（蘇布台郷）、カラス郷（喀拉蘇郷）、ジョアル・ウラスタイ郷（加哈烏拉斯台郷）、キレン郷（克令郷）、カラテョベ郷（喀拉托別郷）、クジュルタイ郷（胡吉爾台郷）
- 民族郷： キョクホトコル・モンゴル族郷（科克浩特浩爾蒙古族郷）
- 七十九団